# Oskar Jenni
Oskar Jenni (* 1967 in Davos) ist ein Schweizer Kinder- und Jugendarzt sowie ausserordentlicher Professor für Entwicklungspädiatrie an der Universität Zürich.

## Werdegang
Oskar Jenni studierte von 1987 bis 1994 Humanmedizin an den Universitäten Zürich und Stellenbosch (Südafrika). 1995 promovierte er an der Medizinischen Fakultät der Universität Zürich zum Thema „Effect of nursing in the head elevated tilt position (15 degrees) on the incidence of bradycardic and hypoxemic episodes in preterm infants“. Bis zur Ernennung zum Facharzt für Kinder- und Jugendmedizin im Jahre 2002 arbeitete Jenni an der Klinik für Neonatologie am Universitätsspital Zürich, ferner auf der Intensivstation sowie den Abteilungen Pneumologie, Neurologie sowie Wachstum und Entwicklung am Kinderspital Zürich. Ausserdem war er in dieser Zeit Postdoktorand am Institut für Pharmakologie und Toxikologie der Universität Zürich. Zwischen 2002 und 2004 widmete sich Oskar Jenni als Research Fellow am Departement of Psychiatry and Human Behavior der Brown University in Providence, Rhode Island (USA), der Erforschung des Schlafverhaltens in der Adoleszenz. Gleichzeitig war er am Children’s Neurodevelopment Center (CNDC) des Hasbro Children’s Hospital in Providence als Clinical Fellow in Entwicklungspädiatrie tätig. Anschliessend erwarb er den Schwerpunkt für Entwicklungspädiatrie und den Fähigkeitsausweis für Schlafmedizin des Schweizerischen Instituts für ärztliche Weiter- und Fortbildung (SIWF).
2005 übernahm Oskar Jenni in der Nachfolge von Remo H. Largo die Leitung der Abteilung Entwicklungspädiatrie am Universitäts-Kinderspital Zürich. Seit 2011 wird die Abteilung zusammen mit Bea Latal in einer Co-Leitung geführt. Die Entwicklungspädiatrie am Kinderspital Zürich ist eine wichtige Anlaufstelle für Kinder mit Entwicklungs- und Verhaltensstörungen im Kanton Zürich. Die Abteilung ist die grösste ihrer Art in der Schweiz. Kinder mit Entwicklungsbeeinträchtigungen werden dabei von einem interdisziplinären Team von Kinderärzten, Psychologen, Logopäden und Heilpädagogen betreut.
Oskar Jenni habilitierte sich 2007 an der Medizinischen Fakultät der Universität Zürich mit einer Schrift über „Sleep-Wake-Regulationduring Child Development: Implications for Behavioral Disorders.“ Nach sechs Jahren als Privatdozent für Pädiatrie, speziell Entwicklungspädiatrie, wurde Jenni 2013 zum Titularprofessor ernannt und im Jahr 2020 schliesslich zum Extraordinarius für Entwicklungspädiatrie ad personam an der Universität Zürich berufen.

## Wirken
Im Fokus der Forschungsarbeiten von Oskar Jenni stehen u. a. die motorische, kognitive und soziale Entwicklung von gesunden und kranken Kindern. Jennis Werk umfasst über 200 Publikationen in wissenschaftlichen Zeitschriften oder Büchern. Sein aktueller Forschungsschwerpunkt liegt bei den Zürcher Longitudinalstudien, die zu den bedeutendsten Langzeitstudien über die kindliche Entwicklung gehören. In diesen ZLS-Studien wurden seit 1954 bei mehr als 1000 gesunden Kindern in zwei aufeinanderfolgenden Generationen alle wesentlichen Aspekte der Entwicklung wie Wachstum, Motorik, Kognition, Sprache und Sozialverhalten erfasst.
Neben seinem Lehr- und Forschungsauftrag an der Universität Zürich ist Oskar Jenni verantwortlich für den Basiskurs in Entwicklungspädiatrie des Kinderspitals Zürich, der für alle angehenden Kinderärzte obligatorisch ist. Er ist ausserdem Leiter des Zertifikats- und Diplomstudienganges (CAS/DAS) in Entwicklungspädiatrie an der Universität Zürich. Daneben lehrt er als Dozent an der Interkantonalen Hochschule für Heilpädagogik (HfH) sowie an der Zürcher Hochschule für Angewandte Wissenschaften (ZHAW).
Die von Oskar Jenni 2018 mitgegründete Akademie „Für das Kind. Giedion Risch“ engagiert sich für mehr Wertschätzung der Verschiedenartigkeit von Kindern. Ihr Ziel ist, in einem Netzwerk mit Experten aus diversen Wissenschaftsdisziplinen Erkenntnisse aus der Forschung rund ums Kind zusammenzuführen und diesen interdisziplinären Wissensfundus in unterschiedlichen, niedrigschwelligen Projekten – wie beispielsweise im Rahmen des Vortragszyklus „Kosmos Kind“  – der Gesellschaft zugänglich zu machen.
Eine zentrale Rolle im interdisziplinären Diskurs an der Akademie hat dabei der 2019 initiierte Thinktank. Für das Kind: Die Mitglieder des Gremiums tauschen sich kontinuierlich über aktuelle Erkenntnisse aus ihren Fachbereichen (u. a. Psychologie, Erziehungswissenschaft, Philosophie, Ökonomie, Anthropologie, Entwicklungspsychologie und -pädiatrie) aus und erarbeiten ein gemeinsames Weissbuch „Kindheit“.

## Auszeichnungen
Oskar Jenni erhielt 1998 den mit 10.000 DM dotierten Forschungspreis der Europäischen Gesellschaft für pädiatrische Intensivmedizin und Neonatologie. Ausserdem gewann er 2002 den Poster-Preis der Schweizerischen Gesellschaft für Pädiatrie und im selben Jahr den mit 10.000 Euro dotierten Young Scientist Award of the European Society for Sleep Research (ESRS). 2017 gewann Oskar Jenni den Julius Springer-Preis. Der Springer Verlag würdigte dabei einen herausragenden Leitthemenartikel über die Aufmerksamkeits-Hyperaktivitätsstörung (ADHS) in der Fachzeitschrift Monatsschrift für Kinderheilkunde. Zudem wurde Oskar Jenni 2021 zusammen mit Bea Latal der Fanconi Preis der Schweizerischen Gesellschaft für Pädiatrie für seine grossen Verdienste für die Kinder- und Jugendmedizin und die Wissenschaft zugesprochen.

## Schriften

### Bücher
- Die kindliche Entwicklung verstehen. Praxiswissen über Phasen und Störungen. Springer, Berlin/Heidelberg 2021, ISBN 978-3-662-62447-0.
- Kindheit. Eine Beruhigung. Kein & Aber, Zürich 2024, ISBN 978-3036958866.
- Entwicklungsstörungen verstehen. Springer, Berlin/Heidelberg, 2024, ISBN 978-3-662-69222-6.

### Artikel (Auswahl)
- F. M. Wehrle, J. A. Caflisch, D. A. Eichelberger, G. Haller, B. Latal, R. H. Largo, T. H. Kakebeeke, O. G. Jenni: The Importance of Childhood for Adult Health and Development – Study Protocol of the Zurich Longitudinal Studies. In: Frontiers in Human Neuroscience. Band 14, 2021, S. 612453.
- M. Von Rhein, C. Schaefer, R. Iffländer, O. G. Jenni: Kognitive und soziale Entwicklungsförderung: Erkennen, behandeln und begleiten. In: Monatsschrift für Kinderheilkunde. Band 168, 2020, S. 221–225.
- D. Bühler, B. Ernst, O. G. Jenni: Sprachentwicklung des jungen Kindes: Checkliste für den Kinderarzt. In: Monatsschrift für Kinderheilkunde. Band 168, 2020, S. 208–214.
- J. Bonhoeffer, O. G. Jenni: Das frühkindliche Spielverhalten: ein Spiegel der kognitiven Entwicklung. In: Pädiatrie up2date. Band 13, Nr. 4, 2018, S. 303–321.
- T. H. Kakebeeke, E. Knaier, A. Chaouch, J. Caflisch, V. Rousson, R. H. Largo, O. G. Jenni: Neuromotor development in children. Part 4: new norms from 3 to 18 years. In: Developmental Medicine and Child Neurology. Band 60, Nr. 8, 2018, S. 810–819.
- C. Schaefer, N. Schneider, O. Jenni, M. von Rhein: Frühe Fördermassnahmen für Kinder mit Autismus-Spektrum-Störung. Situation im Kanton Zürich. In: Schweizerische Zeitschrift für Heilpädagogik. Band 24, Nr. 9, 2018, S. 14–19.
- O. Jenni: Warum nicht ADHS Spektrum? In: Monatsschrift für Kinderheilkunde. Band 164, Nr. 4, 2016, S. 271–277.
- O. G. Jenni, F. H. Sennhauser: Child Health Care in Switzerland. In: The Journal of Pediatrics. Band 177, 2016, S. 203–212. doi:10.1016/j.jpeds.2016.04.056
- C. Benz, O. G. Jenni: Kindliches Sozialverhalten: Entwicklungsaufgaben und Krisen in den ersten Lebensjahren. In: Pädiatrie up2date. Band 10, Nr. 04, 2015, S. 295–318.
- O. G. Jenni, S. Fintelmann, J. Caflisch, B. Latal, V. Rousson, A. Chaouch: Stability of cognitive performance in children with mild intellectual disability. In: Developmental Medicine and Child Neurology. Band 57, Nr. 5, 2015, S. 463–469.
- O. G. Jenni, A. Chaouch, J. Caflisch, V. Rousson: Correlations Between Motor and Intellectual Functions in Normally Developing Children Between 7 and 18 Years. In: Development Neuropsychology. Band 38, Nr. 2, 2013, S. 98–113.
- O. Jenni: Wie die Kinder die Welt abbilden und was man daraus folgern kann. In: Pädiatrie up2date. Band 8, Nr. 3, 2013, S. 227–253.
- O. Jenni, T. Kakebeeke, H. Werner, J. Caflisch: Bewegungsverhalten im Kindesalter: Was ist normal? In: T. Hellbrügge, B. Schneeweiss (Hrsg.): Aktuelle Herausforderungen in der Sozialpädiatrie. Klett-Cotta Verlag, Stuttgart 2011, S. 67–83.
- O. Jenni, C. Benz, B. Latal: Wenn die kindliche Entwicklung nicht im Gleichschritt verläuft – Kinder mit Entwicklungsauffälligkeiten besser verstehen. In: Pädiatrie up2date. Band 6, Nr. 2, 2011, S. 199–228.
- O. G. Jenni, A. Chaouch, I. Locatelli, I. Thoeni, M. Diezi, H. Werner, J. Caflisch, V. Rousson: Intra-individual stability of neuromotor tasks from 6 to 18 years: A longitudinal study. In: Human Movement Science. Band 30, Nr. 6, 2011, S. 1272–1282.
- O. Jenni: Säuglingsschreien und die Entwicklung der Schlaf-Wach-Regulation. In: Monatsschrift für Kinderheilkunde. Band 157, 2009, S. 551–558.
- O. G. Jenni, L. Molinari, J. A. Caflisch, R. H. Largo: Sleep duration from ages 1 to 10 years: Variability and stability in comparison with growth. In: Pediatrics. Band 120, Nr. 4, 2007, S. e769–e776.